# Dream pop
Il dream pop è un sottogenere dell'alternative pop che ha avuto origine nel Regno Unito a metà degli anni ottanta, quando band come Cocteau Twins, The Chameleons, Dif Juz, Lowlife e A.R. Kane iniziarono a fondere post-punk e sperimentazioni ethereal con melodie pop in paesaggi sonori sensuali e fonicamente ambiziosi. Il termine è stato coniato dai giornalisti Simon Reynolds e Chris Roberts del settimanale musicale Melody Maker.
Elementi caratteristici di questo genere sono gli arrangiamenti e le strutture raffinate, piuttosto che potenti riff rock. Le liriche sono solitamente affidate a voci sospirate, con una preferenza per i registri più alti o voci maschili androgine. I testi sono principalmente introspettivi. Non si tratta di "canzoni" nell'accezione tradizionale, ma di una miscela di melodie, accordi, dissonanze, echi, riverberi, su cui la voce può fluttuare in totale libertà. Una voce cristallina che, spaziando lungo suggestive escursioni di registro, alterna sussurri e litanie, cantilene infantili e grida angosciate. Il risultato è un clima claustrofobico di grande effetto, una sorta di trance ipnotica, in cui possono coesistere il peggior incubo e la visione più celestiale. Seppur figlio della psichedelia, il dream pop non insegue "paradisi artificiali" della mente, ma scava nei recessi più profondi dell'inconscio, alla ricerca della spiritualità.

## Storia
Uno dei primi brani in cui si avvertono alcune caratteristiche del genere che si svilupperà in seguito è Sunday Morning dei Velvet Underground, che include molti elementi del dream pop, come la voce sospirata e i paesaggi sonori d'atmosfera. Il gruppo che viene considerato come il creatore del sound originario del dream pop è rappresentato dai Cocteau Twins, a cui vanno ad aggiungersi altre band, per la maggior parte facenti parte della scuderia dall'etichetta discografica londinese 4AD, come ad esempio i Modern English, i Dif Juz, i The Chameleons e i Bauhaus. Negli anni 90 un apporto fondamentale verrà dai Mazzy Star, che con il loro suono etereo e la voce onirica della cantante Hope Sandoval daranno voce ai drammi esistenziali di un'intera generazioni di adolescenti, con le sue atmosfere melodiche sognanti e ovattate. Negli anni 2020 si segnala la cantante norvegese Aurora.

## Influenza su altri stili

### Shoegaze
Una versione del dream pop più aggressiva e con un maggior uso di chitarre è nota come shoegaze. Band significative di questo genere sono i Lush, gli Slowdive, i My Bloody Valentine, gli Starflyer 59, gli Alison's Halo, i Chapterhouse, i Catherine Wheel, i Curve, i Ride e i Levitation.
Queste band hanno mantenuto l'atmosfera del dream pop, ma hanno aggiunto l'aggressività del post-punk di gruppi come i The Chameleons e i Sonic Youth.

### Altri sviluppi
Alla fine degli anni novanta e all'inizio degli anni 2000, band come Sigur Rós, Mercury Rev, ...And You Will Know Us by the Trail of Dead, Dubstar, Laika, Asobi Seksu, Broken Social Scene, Readymade, Bethany Curve, The FLIR, Halou, Windy & Carl, Trespassers William, Southpacific, Mira, Yume Bitsu, Devics, Xinlisupreme, Highspire, Mew, Air Formation, Psychic Ills, Auburn Lull, Exitmusic e M83 sono state etichettate come dream pop o shoegaze. Alcune volte gruppi come questi vengono etichettati come nu gaze, mentre altri vengono considerati ambient pop.
Il dream pop è spesso indicato come il catalizzatore creativo di generi "anti-rock" quali il trip hop, lo slowcore e il post-rock.
L'etichetta discografica 4AD è quella che si tende ad associare più di tutte al genere dream pop. Altre etichette discografiche considerate importanti sono Creation Records, Projekt, Bedazzled, Vernon Yard, Bella Union Records (fondata da Simon Raymonde, dei citati Cocteau Twins) e altre.